# フレゲトンティア
フレゲトンティア（Phlegethontia）は石炭紀からペルム紀にかけてヨーロッパと北アメリカに生息していた空椎亜綱に属する絶滅両生類。

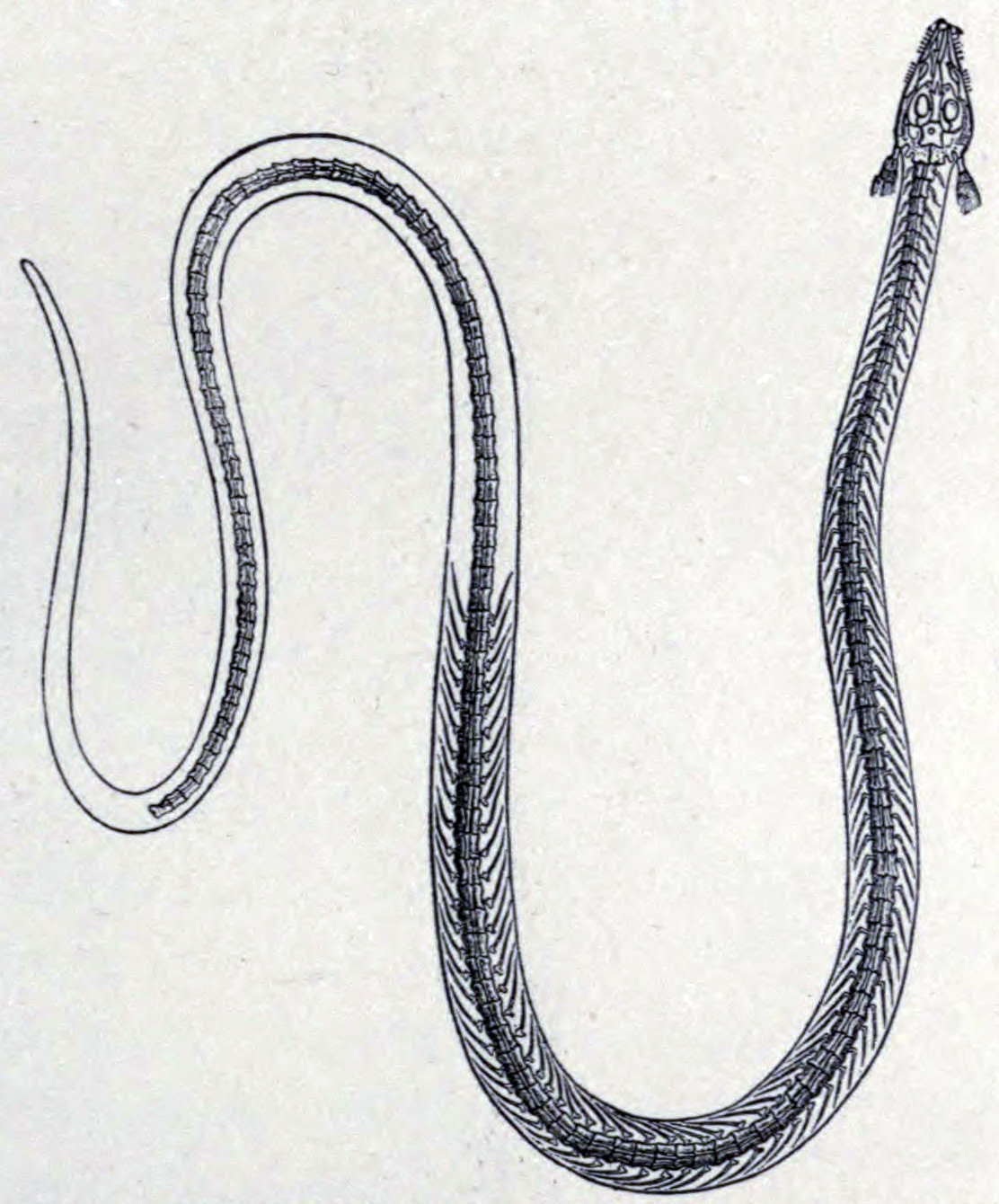
Dolichosomaとして描かれたP. longissima の初期の復元

フレゲトンティアは、脚が無く地中生で蛇型の両生類であった欠脚目の一員である。全長はおよそ1mほどであり、それ以前の欠脚目とは異なり多くの開口部を持った軽量な構成の頭蓋骨を持っていた。
1875年にAntonin Fritsch によって命名されたDolichosoma longissima は、フレゲトンティア属に再帰属され、Phlegethontia longissima とされている。ドリコソーマ属（Dolichosoma）自体は、基質層から得られた標本に対してトマス・ヘンリー・ハクスリーが1867年に記した原記載が不充分な物であったことから、現在では裸名であると考えられている。